# Челідзе Георгій Нодарович
Георгій Нодарович Челідзе (груз. გიორგი ერემიას ძე ციმაკურიძე; нар. 24 жовтня 1986, Батумі, Грузинська РСР) — грузинський футболіст, нападник.

## Клубна кар'єра
Вихованець тбіліської футбольної школи ДЮСШ «Локомотив» й Академії Тенгіза Сулаквелідзе, перший тренер — Заур Брікадзе. Розпочав виступати на дорослому рівні в тбіліському «Мерані», пізніше грав за ФК «Тбілісі» і батумське «Динамо».
У 2005 році Челідзе перейшов у московський «Локомотив», зіграв 6 матчів у прем'єр-лізі Росії. Перший матч за залізничників він зіграв у Новокузнецьку в рамках Кубка Росії (і в цьому ж матчі відзначився голом), а в прем'єр-лізі дебютував 29 жовтня 2005 року, вийшовши на заміну на 79-ій хвилині матчу проти «Сатурна». Будучи гравцем «Локо», грав на правах оренди. Спочатку приєднався до луганської «Зорі». Дебютував у футболці луганчан 3 березня 2007 року в програному (0:3) виїзному поєдинку 17-го туру Вищої ліги проти донецького «Шахтаря». Георгій вийшов на поле на 65-ій хвилині, замінивши росіянина Максима Аристархова. Єдиним голом у футболці луганського колективу відзначився 15 квітня 2007 року на 90+5-ій хвилині переможного домашнього поєдинку 22-го туру проти криворізького «Кривбаса». Максим вийшов на поле на 79-ій хвилині, замінивши Патріка Ібанду. У складі «Зорі» в чемпіонаті України зіграв 13 матчів та відзначився 1 голом. Того ж року, знову на правах оренди, перейшов у грузинський ФК «Зестафоні».
У 2008 році Георгій Челідзе повернувся до батумського «Динамо». Того ж року виїхав до Азербайджану, де підписав контракт з бакинським «Нефтчі», але зігравши 4 поєдинки в місцевому чемпіонаті, вже незабаром повернувся на батьківщину. Потім виступав за «Олімпі» (Руставі). У 2009 році виїхав до Туреччини, де підписав контракт з «Самсунспором» Наступного року відправився до Ізраїлю, де захищав кольори клубу «Секція» (Нес-Ціона). Останній матч на професійному рівні провів в грудні 2010 року в складі «Сіоні» з Болнісі.

## Кар'єра в збірній
У 2006 році викликався до табору національної збірної Грузії, у футболці якої зіграв 1 поєдинок.